# Slezské Pavlovice
Slezské Pavlovice é uma comuna checa localizada na região de Morávia-Silésia, distrito de Bruntál‎.